# Чарівний ліхтар (фільм, 1976)
«Чарівний ліхтар» — радянський телефільм-вокальна феєрія «за мотивами винаходу братів Люм'єр»; музичний фільм-пародія на популярні закордонні фільми, знятий Євгеном Гінзбургом в 1976 році.

## Сюжет
Музичне ревю «за мотивами винаходу братів Люм'єр»: «Коханець», «Дочка» і «Про Фантомаса». Музичні аранжування Георгія Гараняна і Бориса Фрумкіна.

## У ролях
- Людмила Гурченко —  сусідка / матуся / дівчина з Дикого Заходу
- Спартак Мішулін —  Огюст Люм'єр / Куплетист / Бродяга / Стара селянка
- Микола Караченцов —  вдова / парижанин
- Юрій Волинцев —  Фандор / багатодітний татусь / рудий наречений / бармен
- В'ячеслав Богачов —  різні ролі
- Еммануїл Віторган —  Фантомас / ковбой
- Тамара Квасова —  дочка (вокал  Алли Пугачової)
- Наталія Крачковська —  пишна поселянка / прикордонниця / багатодітна матуся
- Валентин Манохін —  Чарлі Чаплін
- Євген Моргунов —  шериф / полісмен / сусід / прикордонник
- Валентин Нікулін —  виконавець фінальної пісні
- Світлана Орлова — епізод
- Любов Поліщук —  контрабандистка
- Наталія Селезньова —  Елен
- Геннадій Хазанов —  комісар Жюв
- Валентина Шарикіна —  прекрасна поселянка

## Вокал
- Вахтанг Кікабідзе
- Алла Пугачова
- Валентин Нікулін

## Знімальна група
- Автор сценарію:  Борис Пургалін
- Режисер-постановник:  Євген Гінзбург
- Оператор-постановник:  Сергій Журавльов
- Аранжування:  Георгій Гаранян,  Борис Фрумкін
- Балетмейстер:  Валентин Манохін